# Temporada 2000-2001 del Club Joventut Badalona
La temporada 2000-2001 va ser la 62a temporada en actiu del Club Joventut Badalona des que va començar a competir de manera oficial. La Penya va disputar la seva 45a temporada a la màxima categoria del bàsquet espanyol. Va acabar la fase regular en la catorzena posició, lluny de classificar-se per disputar els play-offs pel títol, tres posicions per sota de la posició aconseguida a la temporada anterior. Tampoc no disputa la Copa. Aquesta temporada competeix amb la denominació Joventut Badalona.

## Resultats
Lliga ACB
A la Lliga ACB finalitza la fase regular en la catorzena posició de 18 equips participants, sense aconseguir classificar-se per disputar els play-offs pel títol. En 34 partits disputats de la fase regular va obtenir un bagatge de 11 victòries i 23 derrotes, amb 2.692 punts a favor i 2.820 en contra (-128).

## Plantilla
La plantilla del Joventut aquesta temporada va ser la següent:
| Club Joventut Badalona: plantilla 2000-01 |                           |         |      |
| #                                         | Jugador                   | Pos.    | A.   |
| 4                                         | Slaven Rimac              | Escorta | 1.96 |
| 5                                         | Rafa Jofresa              | Base    | 1.83 |
| 6                                         | Crawford Palmer           | Pivot   | 2.04 |
| 9                                         | Souley Drame              | Aler    | 2.02 |
| 10                                        | Josep Pacreu              | Escorta | 1.94 |
| 11                                        | Warren Kidd               | Pivot   | 2.05 |
| 12                                        | Nkechi Ezugwu             | Pivot   | 2.04 |
| 13                                        | Ferran Martínez i Garriga | Pivot   | 2.12 |
| 14                                        | Stephane Dumas            | Base    | 1.90 |
| 15                                        | Álex Mumbrú               | Aler    | 2.02 |
| 16                                        | Albert Miralles           | Pivot   | 2.08 |

| Club Joventut Badalona: staff 2000-01 |                      |
| Nom                                   | Funció               |
| Manel Comas                           | Entrenador           |
| Joan Plaza                            | Entrenador assistent |

| Jugadors del planter amb minuts al 1r equip |                 |       |      |              |
| #                                           | Jugador         | Pos.  | A.   | Participació |
| 18                                          | Borja Fernández | Pivot | 2.04 | 3 partits    |

### Baixes
| Baixes a l'inici de temporada |            |
| Jugador                       | Pos.       |
| Askia Jones                   | Escorta    |
| James Collins                 | Escorta    |
| Quique Andreu                 | Pivot      |
| Nacho Biota                   | Aler       |
| Raül López                    | Base       |
| Fran Murcia                   | Aler pivot |

| Baixes durant la temporada |            |
| Jugador                    | Pos.       |
| César Sanmartín            | Aler       |
| Josep Maria Izquierdo      | Entrenador |